# Netbook
Termenul netbook a fost introdus de companiile Apple și Psion în anii 1995 - 1999; semnifică un calculator portabil de mici dimensiuni cu o putere de calcul suficientă pentru navigare web și pentru suite de birou. Termenul a fost reintrodus de compania Intel în 2008, descrie un calculator portabil ieftin, de obicei cu un ecran cu diagonala între cca 18 și 25 cm (7 - 10 țoli), fiind optimizat pentru Internet și funcții de calcul de bază.

## Producători principali
- Acer
- Asus
- Dell
- Gateway
- HP
- Lenovo
- MSI
- Samsung
- Sony
- Toshiba